# دانشگاه جکسونویل

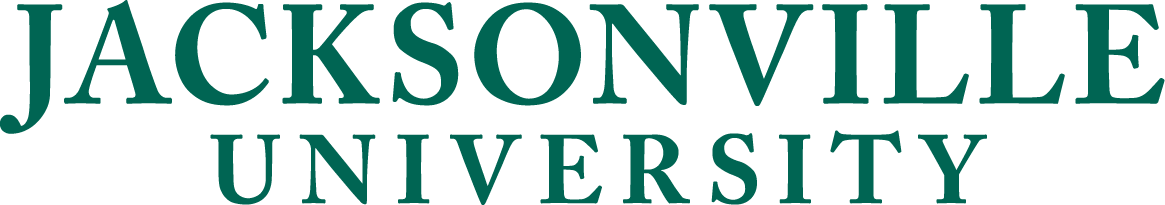

دانشگاه جکسونویل (JU) یک دانشگاه خصوصی در جکسونویل، فلوریدا است. این مدرسه در سال ۱۹۳۴ به عنوان یک کالج دو ساله تأسیس شد و تا ۵ سپتامبر ۱۹۵۶ به عنوان کالج جونیور جکسونویل شناخته می‌شد. هیئت دانشجویی دانشگاه جکسونویل در حال حاضر بیش از ۴۰ ایالت ایالات متحده و تقریباً ۴۵ کشور در سراسر جهان را نمایندگی می‌کند.

## تاریخ
این مدرسه در سال ۱۹۳۴ توسط ویلیام جی پورتر تأسیس شد. این دانشگاه که در ابتدا با نام دانشگاه ویلیام جی پورتر شناخته می‌شد، به عنوان یک کالج خصوصی دو ساله شروع به کار کرد. از آنجایی که هنوز یک ساختمان دائمی نداشت، کلاس‌ها در سالن نمایش طبقه سوم ساختمان آموزشی کلیسای اول باپتیست در مرکز شهر جکسونویل برگزار شد. شصت دانشجو در اولین سال فعالیت دانشگاه پورتر ثبت نام کردند.